# Stubenberg (Áustria)
Stubenberg é um município da Áustria, situado no distrito de Hartberg-Fürstenfeld, no estado da Estíria. Tem 32,64 km² de área e sua população em 2019 foi estimada em 2.216 habitantes.